# BMW M5 (F90)
Pour les articles homonymes, voir F90.

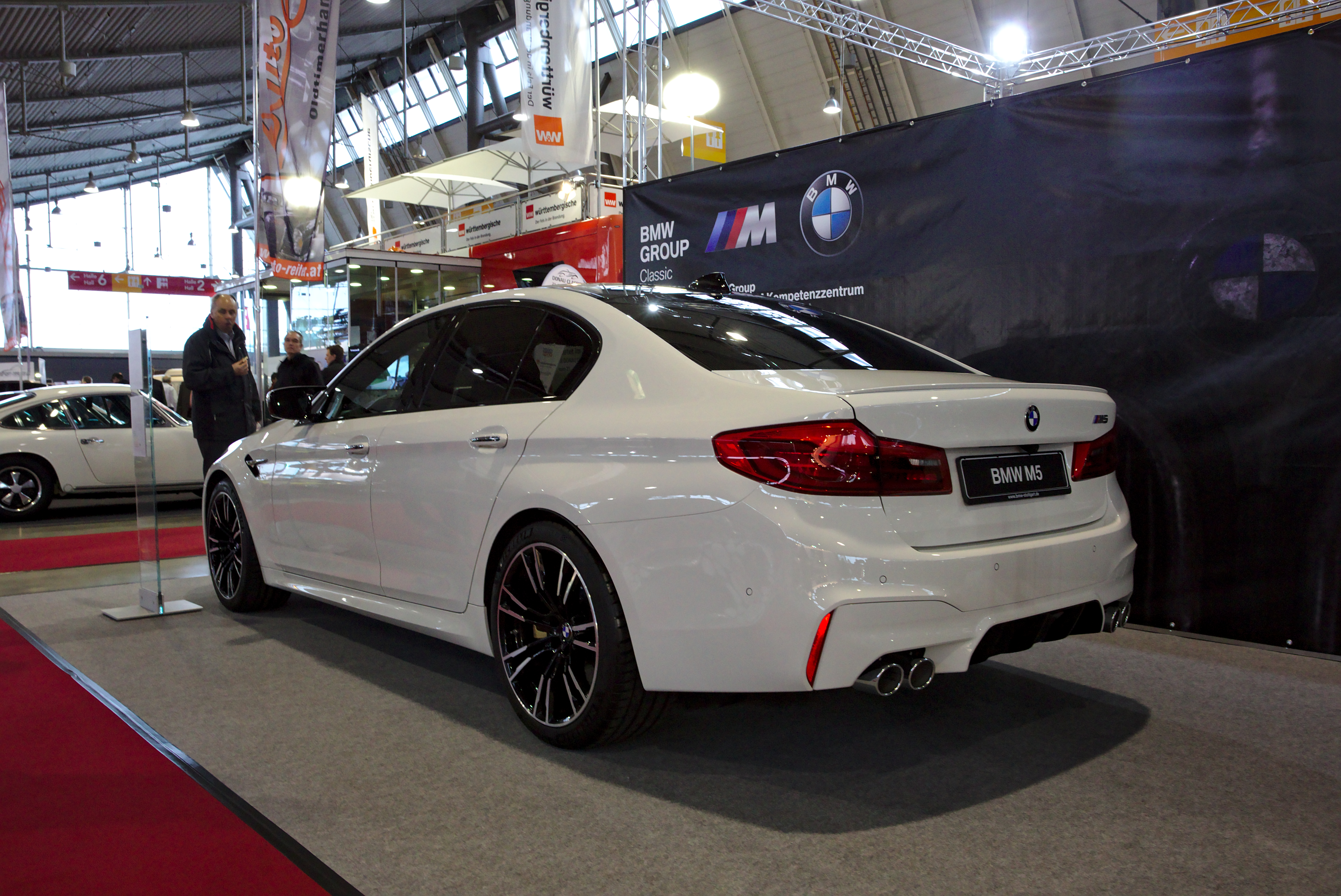
vue de l'arrière.

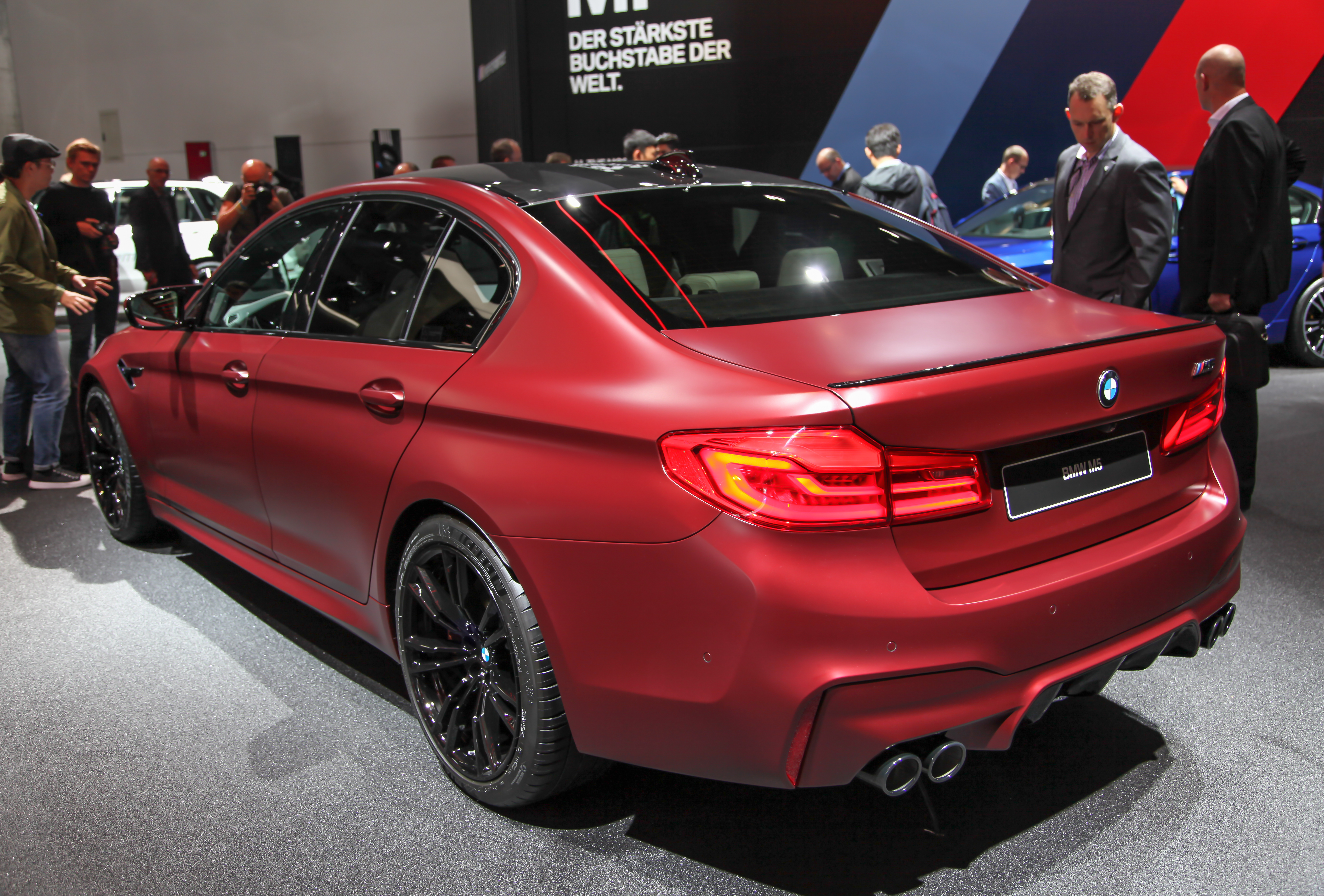
BMW M5 First Edition.

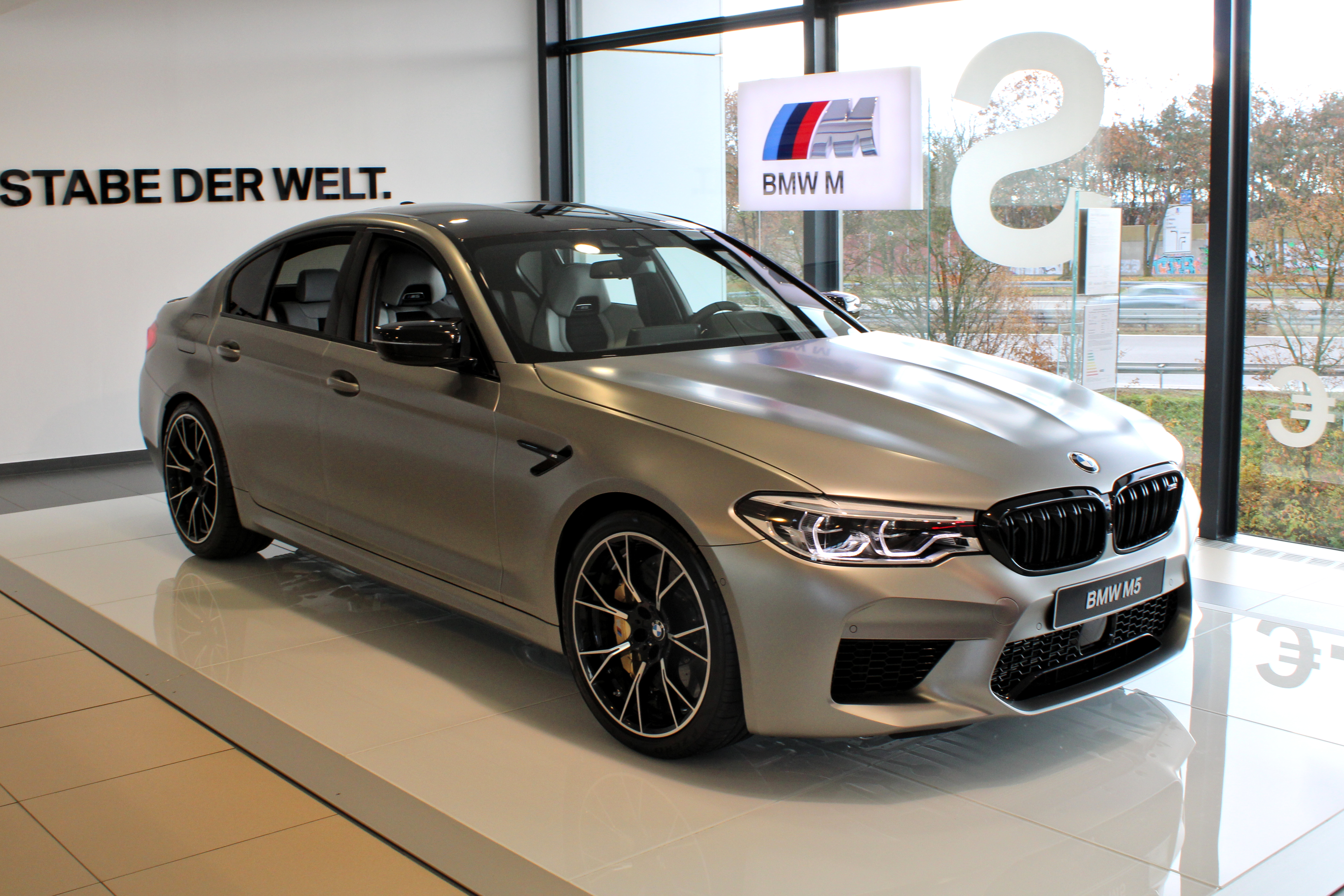
BMW M5 Competition.

La BMW M5 F90 est une automobile sportive produite par le constructeur allemand BMW. 
La sixième génération de la berline sportive sera présentée au public au salon de Francfort 2017. Cette nouvelle BMW M5 est disponible pour la première fois avec un système 4 roues motrices, la M5 avec ce tout nouveau système M xDrive permet de faire varier la répartition du couple selon 5 modes de conduites (DSC On, MDM, DSC Off) et (4WD, 4WD Sport, 2WD). BMW permet toujours que la sportive qui a tant fait sa renommée puisse au bon vouloir de son conducteur rester une propulsion. 
La BMW M5 Compétition est commercialisée en septembre 2018 (la production a débuté en juillet 2018), cette version beaucoup plus radicale que la M5 dispose d'artifices lui permettant d'être plus agile sur circuit. La puissance augmente de 25 ch et la plage de couple est plus importante (+200 tr/min), le châssis est rabaissé de 7 mm et raffermi afin de maximiser le comportement sportif du véhicule.

## Motorisation
|                              | M5                             | M5 Compétition                 |
| Moteur                       | 8-cylindres en V               | 8-cylindres en V               |
| Cylindrée                    | 4 395 cm3                      | 4 395 cm3                      |
| Alimentation                 | Bi-turbocompressé              | Bi-turbocompressé              |
| Puissance maxi               | 600 ch de 5 600 à 6 700 tr/min | 625 ch à 6 000 tr/min          |
| Couple maxi                  | 750 Nm de 1 800 à 5 600 tr/min | 750 Nm de 1 800 à 5 800 tr/min |
| Régime max                   | 7 200 tr/min                   | 7 250 tr/min                   |
| Norme environnementale       | Euro 6                         | Euro 6                         |
| Boîte de vitesses            | M Steptronic 8 avec Drivelogic | M Steptronic 8 avec Drivelogic |
| Transmission                 | Intégrale (M xDrive)           | Intégrale (M xDrive)           |
| Vitesse maxi (en km/h)       | 250 / (305 Pack M)             | 250 / (305 Pack M)             |
| 0-100 km/h (en s)            | 3,4                            | 3,3                            |
| 0-200 km/h (en s)            | 11,1                           | 10,8                           |
| Consommation (en l/100 km)   | 10,5                           | 10,8                           |
| Émissions de CO2 (en g/km)   | 241                            | 246                            |
| Capacité du réservoir (en L) | 68                             | 68                             |
| Masse à vide (en kg)         | 1 930                          | 1 940                          |
| Disponibilité                | Printemps 2018                 | Automne 2018                   |

## Finitions
- First Edition
- Compétition
- Edition 35 Jahre
- CS

## Séries spéciales
- Edition 35 years

Comme son nom l'indique, ce modèle a été dévoilé à l'occasion des 35 ans du lancement de la première BMW M5 en 1984. Celui-ci, basé sur la M5 Competition, est limité à 350 exemplaires et a été commercialisé à partir de juillet 2019. Concernant la motorisation, le modèle développe 625 chevaux pour un couple maximal de 750 Nm. La marque a ajouté de nouvelles jantes de 20", peints en Graphite Grey, spécifiques à l'édition. La planche de bord, les garnitures de portière et la console centrale sont en aluminium anodisé, couleur or. Son prix est de 151.000€.